# Erika Áts
Erika Áts, auch Erika Ács (deutsch Erika Zimmermann, * 11. August 1934 in Miskolc, Königreich Ungarn; † 22. November 2020 in Budapest), war eine ungarische Dichterin, Übersetzerin und Redakteurin der ungarndeutschen „Neuen Zeitung“.

## Leben
Erika Áts wurde in eine bürgerliche Familie geboren, in der sowohl Deutsch als auch Ungarisch gesprochen wurde. 1944 musste sie mit ihrer Familie und deren „Debrecener Gestüt“ nach Deutschland auswandern. Hier eignete sie sich die Hochdeutsche Sprache an. 1948 kehrte die Familie mit dem geretteten Pferdebestand zurück, wofür Áts' Mutter von der ungarischen Regierung belobigt wurde. Diese Rückkehr erleichterte später Erika Áts' Zulassung zum Studium.
Erika Áts war 15 Jahre für die ungarndeutsche Minderheit tätig, davon elf Jahre als Redakteurin bei der „Neuen Zeitung“, dem Verbandsorgans des Demokratischen Verbandes der Ungarndeutschen, der einzigen regelmäßig erscheinenden ungarndeutschen Publikation. Hier war sie maßgeblich am Zustandekommen der ersten ungarndeutschen Anthologie „Tiefe Wurzeln“ von 1974 beteiligt.

## Werke
- In mehreren Sprachen, mit gemeinsamem Willen. Nationalitäten in der ungarischen Volksrepublik. Népmüvelési Propaganda Iroda, Budapest, 1976, S. 112
- Gefesselt ans Pfauenrad. 1981, Lehrbuchverlag Budapest, S. 90
- Gedichte Die Linde, Zu zweit am Strand, Der Ästhet, Winterwalzer in der Sammlung ungarndeutscher Autoren Bekenntnisse eines Birkenbaumes, 1980
- Totenklage einer Mutter unter dem Lindenbaum
- Zu dir laß mich beten
- Weihnacht 1965
- Ecce Homo
- Anthologie Igele, Bigele, 1980
- Ahnerls Lied
- Der Ästhet, Neue Zeitung. Nr. 29/1988
- Lied unterm Scheffel, Budapest: VUdAK, 2010

Unter anderem übersetzte sie das Gedicht des ungarischen Dichters Miklós Radnóti: Gewaltmarsch in die deutsche Sprache.

## Bewertung
Der Schriftsteller Ingmar Brantsch bezeichnete Erika Áts als „die Urmutter der neueren ungarndeutschen Literatur“. In ihrer Tätigkeit als Übersetzerin habe Erika Áts mit ihrem Gespür für das „spezifisch Ungarische“ dazu beigetragen, dass die ungarische, und mit ihr auch die ungarndeutsche, Literatur sich im deutschen Sprachraum verbreiten konnte (vornehmlich in der DDR).
Der zeitgenössische ungarische Autor Márton Kalász lobte die Sprachgewalt, mit der Erika Áts Verse von einer eindringlichen Wucht nachbaut. In Áts’ Übertragungen eröffne sich ein weiterer Horizont als der nur einer Sprache, sei sie nun „vermacht oder gewählt“.